# Estereología
La estereología (del griego stereos= sólido) fue originalmente definida como “la interpretación espacial de secciones”. Es un campo interdisciplinario que en gran medida se trata de la interpretación tridimensional de secciones planas de materiales o tejidos. Provee técnicas prácticas para extraer información cuantitativa sobre un material tridimensional de medidas hechas en secciones bidimensionales del material (ver ejemplos debajo). La estereología es un método que utiliza muestreo aleatorio y sistemático para proveer información insesgada y sistemática. Es una herramienta importante y eficiente en muchas aplicaciones de: microscopía (tales como: petrografía), ciencia de los materiales, y ciencias biológicas incluyendo la histología, neuroanatomía y anatomía de los huesos). La estereología es una ciencia en desarrollo con muchas innovaciones importantes siendo desarrolladas principalmente en Europa. Nuevas innovaciones tales como el “proporcionator” continúan haciendo importantes mejoras en la eficiencia de los procedimientos estereológicos.
Además de secciones planas bidimensionales, la estereología también aplica a cortes tridimensionales (por ejemplo imágenes microscópicas en 3D), puntas uni-dimensionales (por ejemplo la aguja de una biopsia), imágenes proyectadas y otros tipos de muestras. Es especialmente útil cuando la muestra tiene una dimensión espacial menor que el material original. Por lo tanto, la estereología es usualmente definida como la ciencia de estimar información dimensional mayor de muestras de menores dimensiones. La estereología tiene un enfoque completamente diferente a la tomografía computada
Su fundamento matemático se basa en:
- geometría integral.
- teoría de la medida.
- probabilidad.
- muestreo geométrico.

## Objetivo
Permite realizar estimaciones no sesgadas.

## Etapas
- 1. Se hacen secciones seriadas y paralelas obteniendo imágenes de dos dimensiones.
- 2. Se usan plantillas, cuadrículas con características bien conocidas y definidas.
- 3. Se obtiene información observando cómo interactúan las líneas de la imagen con los márgenes de las plantillas.

## Ejemplos clásicos
Aplicaciones clásicas de la estereología incluyen:
- Calcular la fracción de volumen de cuarzo en una piedra midiendo la fracción de área de cuarzo en una sección plana de la roca pulida (“Principio Delesse”);
- Calcular el área superficial de los poros por unidad de volumen en un cerámico, midiendo el largo de las los perfiles de las fronteras de los poros por unidad de área en una sección plana del cerámico (multiplicada por {\displaystyle 4/\pi });
- Calcular el largo total de capilares por unidad de volumen en un tejido biológico, contando el número de perfiles de capilares por unidad de área en un sección histológica típica de tejido (multiplicado por 2)

El popular hecho científico de que los pulmones humanos tienen un área superficial (superficie de intercambio de gases) equivalente a una cancha de tenis (75 metros cuadrados), fue obtenido por métodos estereográficos. De manera similar para el largo total de fibras nerviosas, capilares, etc, en el cuerpo humano.

## Errores en interpretación espacial
La palabra “estereología” (en su versión en inglés Stereology) fue acuñada en 1961 y definida como ‘la interpretación espacial de secciones’. Esto refleja la idea de los fundadores de la idea que la estereología también ofrece panoramas y reglas para la interpretación cuantitativa de secciones.
Los estereologistas han ayudado a detectar varios errores científicos fundamentales provenientes de la mala interpretación de secciones planas. Dichos errores son sorprendentemente comunes. Por ejemplo:
- Secciones planas de acero templado contienen finas líneas de martensita. Durante muchos años esto fue interpretado como evidencia de que las inclusiones de martensita eran “como agujas”. Pero si cada sección muestra perfiles lineales, entonces las inclusiones de martensita deben ser como “placas” en lugar de como “agujas” (longitudes en secciones están asociadas a áreas en tres dimensiones)
- La estructura interna del hígado de los mamíferos estuvo malinterpretada durante 100 años (1848-1948) debido a un error similar.
- Se secciona un tejido biológico que contiene capilares. Investigadores cuentan el número de perfiles de capilares que son visibles en un campo microscópico, y reportan el “número de capilares” o “número de capilares por unidad de área”. Esto es un error porque el número de perfiles de capilares en un sección plana está relacionado con la longitud de los capilares y no a su número (que incluso puede no estar bien definido). (Cantidad en 2D está relacionada con longitud en 3D)
- Investigadores comparan secciones planas de tejido normal y enfermo de un órgano. Ellos observan que un cierto tipo de célula se ve más frecuentemente en el tejido enfermo. Concluyen que la enfermedad conlleva proliferación de estas células. Sin embargo, el número de perfiles de células vistos en una sección depende de ambos el número de células y su tamaño. Así que es posible que el proceso de la enfermedad implique simplemente un aumento del tamaño de las células, sin ninguna proliferación de las mismas. (Cantidad en 2D está asociada a longitud o altura en 3D).

## La estereología no es tomografía
La estereología es un asunto completamente diferente a la tomografía computada. Un algoritmo de tomografía computada reconstruye efectivamente la geometría tridimensional interna completa de un objeto, dando un conjunto completo de todas las secciones planas a través del mismo (o datos de rayos X equivalentes). Por el contrario, las técnicas estereológicas requieren tan solo unas pocas muestras “representativas” de secciones planas, de las cuales extrapolan estadísticamente el material tridimensional.
La estereología explota el hecho de que algunas cantidades en 3D pueden ser determinadas sin necesidad de reconstrucción en 3D: por ejemplo, el volumen 3D de un objeto puede ser determinado de las áreas de sus secciones planas en 2D, sin necesidad de reconstruir el objeto. (Esto significa que la estereología solo sirve para ciertas cantidades como volúmenes, pero no para otras cantidades)